# Constance (Pornofilm)
Constance ist ein dänischer Pornofilm des dänischen Regisseurs Knud Vesterskov. Es war der erste Film, der von der Filmgesellschaft Zentropa nach dem Pussy-Power-Manifest produziert wurde. Es war das erste Mal, dass eine anerkannte Mainstream-Filmgesellschaft offen einen regulären Pornofilm produziert hat. Der Hardcore-Film wird den „frauenfreundlichen“ sogenannten HeartCore-Produktionen zugeordnet.

## Inhalt
Der Film ist von Knud Vesterskov inszeniert worden und handelt von einer jungen Frau namens Constance, die von der erfahrenen Lola in die Geheimnisse der Sexualität eingeweiht wird. In Lolas Haus trifft sie den Haussklaven Paw und den Waldarbeiter Eg. Die Handlung des Filmes wird in Rückblenden durch eine Rahmenstruktur mit lyrischen Tagebuchzitaten und Erzählpassagen, die von Christiane Bjørg Nielsen und Hella Joof gesprochen wurden, erzählt.

## Rezeption
Sowohl Constance als auch der darauf folgende Film Pink Prison von 1999 erhielten internationale Aufmerksamkeit und wurden die meistverkauften Sexvideos in Skandinavien. Im Jahre 2001 wurde Constance in den USA für drei AVN Awards in den Kategorien Beste Szenografie, Beste Musik und Beste Fotografie nominiert. Nach einer positiven Qualitätsbeurteilung von Constance und Pink Prison wurde am 12. März 2006 die Pornografie in Norwegen legalisiert.
Der Film wurde 2007 ins „erotic Museum of Modern Art (eMomA.at)“ aufgenommen.